# Binnatal
Binnatal är en dal i Schweiz.   Den ligger i kantonen Valais, i den södra delen av landet, 90 km sydost om huvudstaden Bern.
Trakten runt Binnatal består i huvudsak av gräsmarker. Runt Binnatal är det glesbefolkat, med 8 invånare per kvadratkilometer.